# Tarhuntasszasz

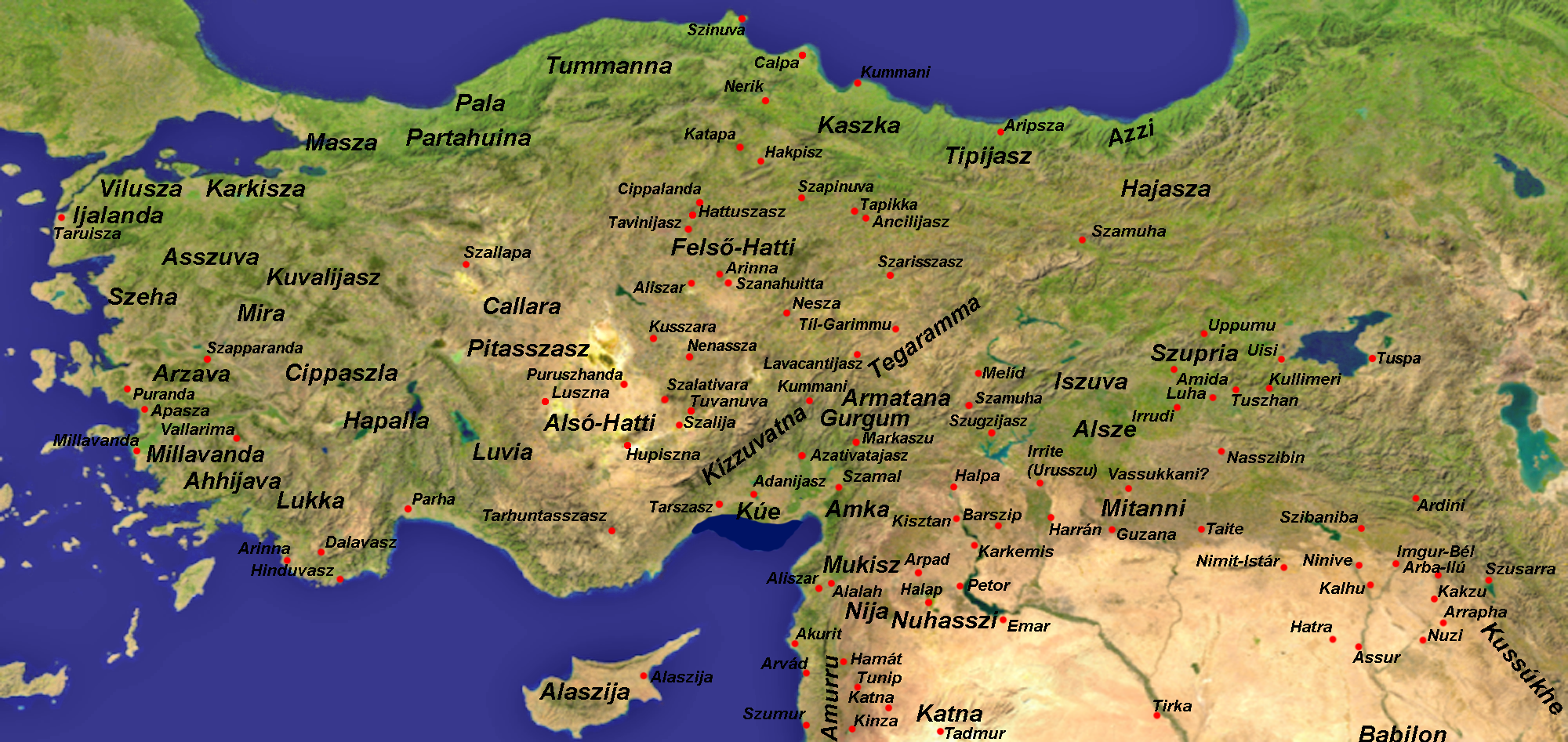

Tarhuntasszasz (ékírásban 𒀭𒌋𒋫𒀸𒊭𒀸 DU-ta-aš-ša(-aš), normalizált alakban Tarḫuntaššaš, vagy Tarhunta, Dattassza, Tattassza) a bronzkori Anatólia területén, jelenleg még ismeretlen helyen, valószínűleg annak déli részén (mindenesetre Hattuszasztól délre) elhelyezkedő hatti/hettita város. Az egyik főisten, Tarhuntasz  származási helye, ezért valószínűsíthető, hogy a korai időkben jelentős szerepet játszott Anatólia politikai életében.
A város lokalizálását sok helyen próbálták már, Kizzuvatna, Lukki és Ahhijava is szóba került már, sőt egyesek szerint azonos Trójával, bár erre jobb jelölt a Vilusza (vagy Ijalanda) tartománybeli Taruisza (vagy Atrija) város.
A város még a késői korokban is tartotta jelentőségét, II. Muvatallisz rövid időre ide helyezte székhelyét, ahonnan csak fia, III. Murszilisz költözött vissza Hattuszaszba. III. Hattuszilisz Muvatallisz fiát, Kuruntaszt nevezte ki Tarhuntasszasz helytartójának. Egyes vélemények szerint ez a Kuruntasz azonos a korábbról ismert Ulmi-Teszub fejedelemmel. Kuruntasszal később III. Tudhalijasz is szerződést kötött. Ettől kezdve Kuruntasz feladata lett Anatólia nyugati felének védelme, ismerjük Parha és Szeha elleni hadjáratait, ezenkívül Arzava és Lukka voltak legfontosabb ellenfelei.
Kuruntasz nem az utolsó tarhuntasszaszi uralkodó, aki – származására hivatkozva – igényt tartott a Nagy király címére. II. Szuppiluliumasz idején egy Hartapu nevű személy még használta a Tarhuntasszasz nagy királya címet, aki vagy fia volt Kuruntasznak, vagy unokaöccse. Szuppiluliumasz sírkamrájának feliratai alapján nem sokkal később a várost kifosztották és lerombolták, de nem világos, hogy a hettita királyi haderő tette ezt, vagy a tengeri népek.